# Neurotoxin

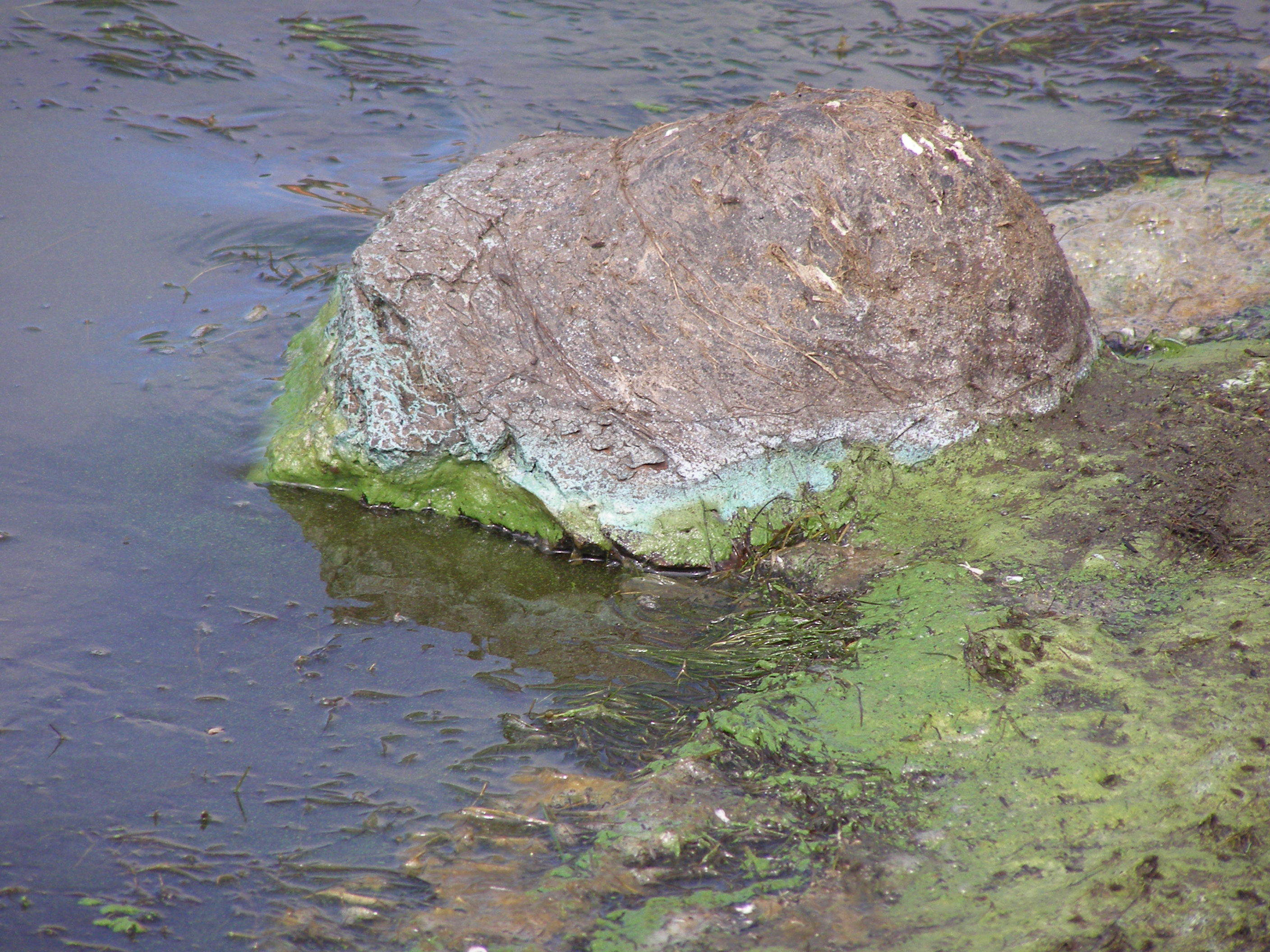
Neurotoxin có thể tìm được trong một số sinh vật, bao gồm cả một số chủng vi khuẩn lam, có thể tìm được trong tảo nở hoa hoặc trong một lớp cặn xanh lục trôi dạt vào bờ biển.

Neurotoxin là những chất rất độc hại hoặc phá hủy các mô thần kinh. Neurotoxin là một lớp rộng chất gây tổn thương thần kinh hóa học ngoại sinh có thể ảnh hưởng xấu đến chức năng trong cả hai mô thần kinh phát triển và trưởng thành. Thuật ngữ này cũng có thể được sử dụng để phân loại các hợp chất nội sinh, trong đó, khi tương tác bất thường, có thể chứng minh chất độc thần kinh. Mặc dù neurotoxin thường phá hoại thần kinh, khả năng đặc biệt nhắm đến thành phần thần kinh rất quan trọng trong việc nghiên cứu hệ thống thần kinh. Ví dụ phổ biến của độc tố thần kinh bao gồm chì, ethanol (rượu uống), Mangan glutamate, nitric oxit (NO), botulinum toxin (ví dụ Botox), độc tố uốn ván, và tetrodotoxin. Một số chất như oxit nitric và glutamate có trong thực tế cần thiết cho chức năng phù hợp của cơ thể và chỉ phát huy tác dụng gây độc thần kinh ở nồng độ quá mức.
Độc tố thần kinh ức chế kiểm soát tế bào thần kinh trên nồng độ ion qua màng tế bào, hay giao tiếp giữa các tế bào thần kinh trên một khớp thần kinh. Bệnh lý học địa phương tiếp xúc với chất độc thần kinh thường bao gồm excitotoxicity thần kinh hoặc apoptosis nhưng cũng có thể bao gồm tổn hại tế bào thần kinh đệm. Biểu hiện vĩ mô tiếp xúc với chất độc thần kinh có thể bao gồm thiệt hại hệ thống thần kinh trung ương rộng rãi như khuyết tật trí tuệ, suy yếu trí nhớ dai dẳng, động kinh và suy giảm trí nhớ. Ngoài ra, hủy hoại hệ thần kinh ngoại vi bằng độc tố thần kinh gián tiếp như rối loạn thần kinh ngoại vi hoặc bệnh cơ phổ biến. Hỗ trợ đã được chứng minh trong một số phương pháp điều trị nhằm giảm nhẹ tổn thương chất độc thần kinh gián tiếp, chẳng hạn như chất chống oxy hóa, và quản lý thuốc kháng độc.